# Spiders 3D
Spiders (también comercializada como Spiders in 3D) es una película de terror/monstruos/ciencia ficción en 3D estadounidense de 2013 dirigida por Tibor Takács. La película se estrenó el 8 de febrero de 2013.

## Argumento
Unas arañas empiezan a transformarse en monstruos gigantes después de que una vieja estación espacial se estrella en el túnel del metro de la Ciudad de Nueva York.

## Reparto
- Patrick Muldoon como Jason Cole.
- Christa Campbell como Rachel Cole.
- Pete Lee-Wilson como Dr. Darnoff.
- Sydney Sweeney como Emily Cole.
- Shelly Varod como Phoebe.
- Jesse Steele como Bill.
- William Hope como coronel Jenkins.
- Atanas Srebrev como Jimmy.
- Vincenzo Nicoli como Caz.
- Owen Davis como soldado del apartamento.
- Sarah Brown como Sarah.

## Producción
El rodaje tuvo lugar en Bulgaria y el director Takács tuvo que crear la ciudad de Manhattan «en un plano de estudio que incluye varias manzanas de lo que parece Greenwich Village». Para hacer que algunas partes de la película se parezcan más a Manhattan, particularmente las escenas del metro, el director incorporó algunas escenas adicionales para ayudar a mejorar las escenas. Las arañas fueron creadas predominantemente por CGI, pero Takács usó una garra de araña soldado de 3 pies de largo para algunas tomas.

## Recepción
Spiders 3D tiene un índice de aprobación del 11% en Rotten Tomatoes, basado en nueve reseñas con una calificación promedio de 3,5/10. Fearnet le dio a Spiders una crítica negativa, pero dijo que la película tendría cierto atractivo para los fanáticos de películas similares a Spiders.